# Józefowo (powiat suwalski)
Józefowo – wieś w Polsce, położona w województwie podlaskim, w powiecie suwalskim, w gminie Raczki.
| SIMC    | Nazwa        | Rodzaj    |
| ------- | ------------ | --------- |
| 1013387 | Kaukaz       | część wsi |
| 1013631 | Podbrzozówka | część wsi |
| 1013648 | Podlas       | część wsi |
| 1013720 | Warszawa     | część wsi |

W latach 1975–1998 wieś należała administracyjnie do województwa suwalskiego.
4 lipca 1957 w Józefowie urodził się Krzysztof Jakub Putra – polski polityk, senator i wicemarszałek Senatu VI kadencji w latach 2005–2007, poseł na Sejm X, I i VI kadencji, wicemarszałek Sejmu VI kadencji, zmarły tragicznie w katastrofie lotniczej 10 kwietnia 2010 w Smoleńsku. 
We wsi znajduje się kaplica filialna parafii pw. Trójcy Przenajświętszej w Raczkach. 